# تاماش برزیتسا
تاماش برزیتسا (به مجاری: Tamás Berzicza؛ زادهٔ ۱۵ اوت ۱۹۷۵) کشتی‌گیر اهل مجارستان است.